# أندرو أرشيبالد ماكدونالد
أندرو أرشيبالد ماكدونالد (بالإنجليزية: Andrew Archibald Macdonald)‏ هو سياسي كندي، ولد في 14 فبراير 1829 في كندا، وتوفي في 21 مارس 1912 في تشارلوت تاون في كندا. حزبياً، نشط في حزب كندا المحافظ. وقد انتخب Lieutenant Governor of Prince Edward Island ‏ (1884 – 1889) وانتخب عضو مجلس الشيوخ الكندي.